# Dhuizel
Dhuizel ist eine französische Gemeinde mit 113 Einwohnern (Stand 1. Januar 2022) im Département Aisne in der Region Hauts-de-France. Sie gehört zum Arrondissement Soissons, zum Kanton Fère-en-Tardenois und zum Gemeindeverband Val de l’Aisne.

## Geographie
Die Gemeinde Dhuizel liegt in einem Seitental der Aisne, 23 Kilometer östlich von Soissons und 32 Kilometer westnordwestlich von Reims. Nachbargemeinden von Dhuizel sind Viel-Arcy im Norden, Les Septvallons im Osten, Paars im Südosten, Vauxtin im Süden, Courcelles-sur-Vesle im Westen sowie Saint-Mard im Nordwesten.

## Bevölkerungsentwicklung
| Jahr                       | 1962 | 1968 | 1975 | 1982 | 1990 | 1999 | 2006 | 2014 | 2021 |
| -------------------------- | ---- | ---- | ---- | ---- | ---- | ---- | ---- | ---- | ---- |
| Einwohner                  | 160  | 153  | 125  | 103  | 101  | 102  | 95   | 114  | 113  |
| Quellen: Cassini und INSEE |      |      |      |      |      |      |      |      |      |

## Sehenswürdigkeiten
- Kirche Saint-Rémi, Monument historique seit 1921

## Persönlichkeiten
- Joseph Wresinski (1917–1988), Geistlicher und Gründer der Menschenrechtsbewegung ATD Vierte Welt